# Carlo Maria Redaelli
Carlo Roberto Maria Redaelli (ur. 23 czerwca 1956 w Mediolanie) – włoski duchowny katolicki, arcybiskup Gorycji od 2012.

## Życiorys
Święcenia kapłańskie otrzymał 14 czerwca 1980 z rąk kard. Carlo Martiniego, metropolity mediolańskiego. Inkardynowany do tejże archidiecezji, pracował przede wszystkim w mediolańskim trybunale kościelnym, zaś w 2004 został także wikariuszem generalnym archidiecezji.

### Episkopat
8 kwietnia 2004 papież Jan Paweł II mianował go biskupem pomocniczym archidiecezji mediolańskiej, ze stolicą tytularną Lambaesis. Sakry biskupiej udzielił mu 5 czerwca 2004 ówczesny arcybiskup Mediolanu – kard. Dionigi Tettamanzi.
28 czerwca 2012 papież Benedykt XVI minował go arcybiskupem Gorycji.
Paliusz otrzymał z rąk papieża Franciszka w dniu 29 czerwca 2013.